# Dimitri Gúsev
Dimitri Nikolaevich Gúsev (en ruso: Дми́трий Никола́евич Гу́сев; Karsún, Imperio ruso, 14 de octubrejul./ 26 de octubre de 1894greg. - Moscú, Unión Soviética, 25 de agosto de 1957) fue un oficial militar soviético que combatió en las filas del Ejército Rojo durante la Segunda Guerra Mundial. El 6 de abril de 1945 fue nombrado Héroe de la Unión Soviética. Durante la guerra y la inmediata posguerra ocupó los puestos de jefe de Estado Mayor del Frente de Leningrado (1941-1944), comandante del 21.º Ejército (1944-1946), comandante de los Distritos Militares de Leningrado (1946-1949), Transbaikalia (1949-1953) y Siberia Oriental (1950-1951).

## Biografía

### Infancia y juventud
Dimitri Gúsev nació el 26 de octubre de 1894 en la pequeña localidad rural de Karsún (actualmente un asentamiento de tipo urbano en el Óblast de Uliánovsk en Rusia) en la gobernación de Simbirsk en esa época parte del imperio ruso, en el seno de la familia de un abogado de origen ruso. Después de graduarse en la Escuela Primaria Superior se desempeñó como empleado en una de las oficinas locales del condado.
En 1916, fue reclutado en Ejército Imperial Ruso en cuyas filas participó en la Primera Guerra Mundial, en 1917 se graduó en la escuela de alférez de Oremburgo. Luego se desempeñó como oficial subalterno de la compañía.

### Guerra civil rusa
En 1918, se alistó voluntario en el Ejército Rojo. Durante la guerra civil, ocupó sucesivamente los puestos de subcomandante de una compañía de Fusileros, subcomandante de un regimiento, comandante de un batallón, ayudante de un regimiento. En junio de 1922, sirvió en la 33.ª División de Fusileros, inicialmente como Jefe de Estado Mayor del 97.º Regimiento de Fusileros y posteriormente como Jefe de la División de Inteligencia, Jefe de Operaciones del Cuartel General de la División, Jefe de Estado Mayor de la División. Al mismo tiempo que servía en dicha división, en 1926 se graduó de los cursos de tiro y entrenamiento táctico avanzado para comandantes, conocidos como curso Vystrel, del Ejército Rojo. En octubre de 1930, fue nombrado comandante del 87.º Regimiento de Infantería de la 29.ª División de Fusileros del Distrito Militar de Bielorrusia y, en marzo de 1936, subcomandante de la 5.ª División de Fusileros del mismo distrito. A partir de marzo de 1937 se le encomendó el puesto de comandante de la 48.ª División de Fusileros, entre junio de 1937 y octubre de 1938 fue comandante de la 5.ª División de Fusileros. Desde 1932 fue miembro del Partido Comunista de la Unión Soviética.
Desde diciembre de 1938, fue profesor en el Departamento de Táctica General de la Academia Militar Frunze del Ejército Rojo. Posteriormente participó en la guerra de Invierno. Por Decreto del Consejo de Comisarios del Pueblo de la URSS del 4 de junio de 1940, fue ascendido al rango militar de mayor general y en julio de ese mismo año fue nombrado jefe adjunto del Estado Mayor del Distrito Militar Especial del Báltico.

### Segunda Guerra Mundial
Inmediatamente después de la invasión alemana de la Unión Soviética, fue nombrado jefe de Estado Mayor en funciones del Distrito Militar Especial del Báltico, que llevó a cabo movilizaciones urgentes ante la rápida ofensiva alemana y la evacuación de instituciones militares. El 4 de agosto de 1941 fue nombrado Jefe de Estado Mayor del 48.º Ejército, y del 10 de septiembre de 1941 al 28 de abril de 1944, Jefe de Estado Mayor del Frente de Leningrado. Durante este periodo participó en la defensa de Leningrado, en la ofensiva de Siniávino —al mando del Grupo Operacional Nevá—, en la operación Chispa y finalmente en la ofensiva de Leningrado-Nóvgorod que supuso la derrota del Grupo de Ejércitos Norte alemán y el levantamiento definitivo del sitio de la ciudad.
Desde el 28 de abril de 1944 hasta el final de la guerra, estuvo al mando del 21.º Ejército. Bajo su mando, las tropas del ejército rompieron las poderosas defensas enemigas en el istmo de Carelia durante la ofensiva de Víborg-Petrozavodsk y ocuparon la ciudad de Víborg, en septiembre de 1944, el ejército de Gúsev fue trasladado a los países bálticos y en noviembre fue integrado en el Tercer Frente Bielorruso. Finalmente en enero de 1945 fue asignado al Primer Frente Ucraniano, al mando del mariscal de la Unión Soviética Iván Kónev, con el que participó en las operaciones Vístula-Óder, Alta Silesia, Berlín y Praga.
Por el hábil mando del ejército y el coraje y el heroísmo mostrados al mismo tiempo, por el Decreto del Presídium del Sóviet Supremo de la Unión Soviética del 6 de abril de 1945, el coronel general Dimitri Gúsev recibió el título de Héroe de la Unión Soviética junto con la Orden de Lenin y la medalla Estrella de Oro (N.º 6092).

### Posguerra
Después de la guerra, continuó al mando del 21.º Ejército (posteriormente renombrado como 4.º Ejército de Guardias), entre abril de 1946 y 1949 estuvo al mando de las tropas del Distrito Militar de Leningrado. En 1950 se graduó en los Cursos Académicos Superiores de la Academia Militar del Estado Mayor de las Fuerzas Armadas de la URSS. Después, en abril de 1950 fue puesto al mando de las tropas del Distrito Militar de Siberia Oriental, puesto en el que permaneció hasta mayo de 1951, en que asumió el mando del Distrito Militar de Transbaikal. Entre mayo de 1953 y septiembre de 1955, fecha en la que se jubiló, estuvo a disposición del Ministerio de Defensa de la URSS.
En septiembre de 1955, se retiró del ejército. Fue elegido diputado de la II Convocatoria del Sóviet Supremo de la URSS (1946-1950). Murió el 25 de agosto de 1957 en Moscú y fue enterrado en el cementerio Novodévichi de la capital moscovita.

## Rangos militares
- Coronel (29 de enero de 1936)
- Kombrig (17 de febrero de 1938)
- Mayor general (4 de junio de 1940)
- Teniente general (3 de mayo de 1942)
- Coronel general (18 de junio de 1944).[1]

## Condecoraciones
A lo largo de su vida Dimitri Gúsev fue galardonado con las siguientes condecoracionesː
|  | Héroe de la Unión Soviética (6 de abril de 1945)                                                                       |
|  | Orden de Lenin, cuatro veces (22 de junio de 1944, 21 de febrero de 1945, 6 de abril de 1945, 17 de diciembre de 1954) |
|  | Orden de la Bandera Roja, tres veces (10 de febrero de 1943, 3 de noviembre de 1944, 20 de junio de 1949)              |
|  | Orden de Suvórov de 1.er grado (N.º 138, 21 de febrero de 1944)                                                        |
|  | Orden de Kutúzov de 1.er grado (N.º 45, 19 de mayo de 1943)                                                            |
|  | Orden de la Estrella Roja (16 de agosto de 1936)                                                                       |
|  | Medalla por la Defensa de Leningrado                                                                                   |
|  | Medalla por la Liberación de Praga                                                                                     |
|  | Medalla por la Victoria sobre Alemania en la Gran Guerra Patria 1941-1945                                              |
|  | Medalla del 20.º Aniversario del Ejército Rojo de Obreros y Campesinos                                                 |
|  | Medalla del 30.º Aniversario de las Fuerzas Armadas de la URSS                                                         |
|  | Medalla Conmemorativa del 250.º Aniversario de Leningrado                                                              |
|  | Orden de la Cruz de Grunwald de 1.er grado (Polonia) (27 de enero de 1946)                                             |
|  | Medalla por el Oder, Neisse y el Báltico (Polonia)                                                                     |